# Drosophila curvata
Drosophila curvata este o specie de muște din genul Drosophila, familia Drosophilidae, descrisă de Hardy în anul 1977. Conform Catalogue of Life specia Drosophila curvata nu are subspecii cunoscute.